# Braunflügel-Papageimeise

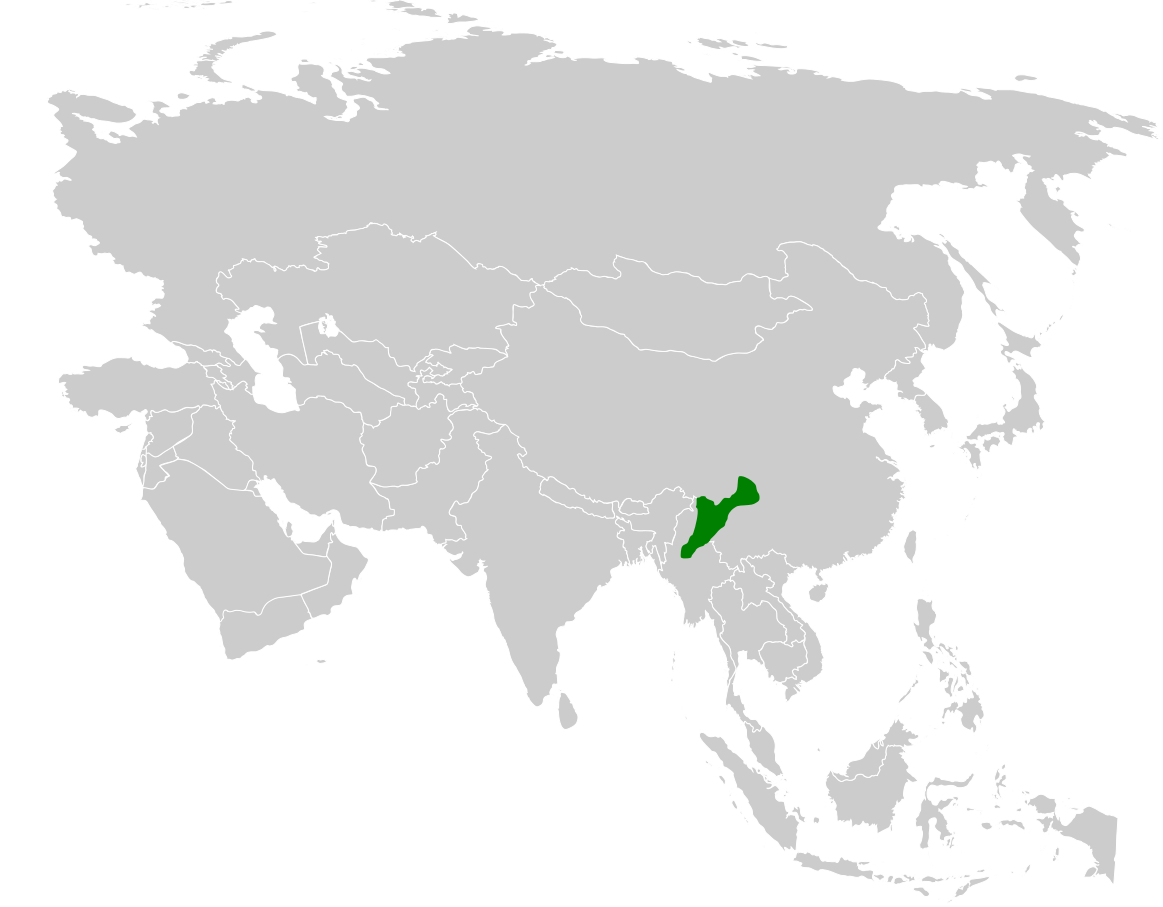
Verbreitungsgebiet der Braunflügel-Papageimeise (grün)

Die Braunflügel-Papageimeise (Sinosuthora brunnea, Syn.: Paradoxornis brunneus, Suthora brunnea) ist eine Vogelart aus der Familie der Papageischnäbel (Paradoxornithidae), die in Teilen Myanmars und den chinesischen Provinzen Yunnan und Sichuan beheimatet ist. Sie ist in der Endemic Bird Area „Yunnan Mountains“ endemisch.
Meist kommt sie nur zerstreut vor, ist aber lokal häufig. Die Bestandssituation der Braunflügel-Papageimeise wurde 2016 in der Roten Liste gefährdeter Arten der IUCN als „Least Concern (LC)“ = „nicht gefährdet“ eingestuft.

## Beschreibung
Die Braunflügel-Papageimeise wird etwa 12–13 cm lang und ist in der Größe etwa mit einer Schwanzmeise vergleichbar. Das Körpergewicht der Männchen liegt zwischen 8 und 13 g, das der Weibchen zwischen 6 und 10 g. Der verhältnismäßig kräftige, kurze Schnabel ist bräunlich bis weißlich-gelb mit schwärzlichem Schnabelfirst. Die Iris ist braun und bekommt zur Brutzeit eine rotbraune Tönung. Der Orbitalring ist weiß. Ein Sexualdimorphismus besteht nicht.
Vögel der Nominatform sind am Scheitel, den Kopfseiten und am oberen Rücken hell kastanienfarben gefärbt. Diese Partien kontrastieren zur dunkelbraunen Oberseite. Kehle und vordere Brust sind weinrötlich gefärbt und mit einer dunklen kastanienfarbenen Strichelung durchsetzt und setzen sich deutlich von der übrigen hellen Unterseite ab, die besonders mittig in ein gelbliches Beige spielt. Oberflügeldecken und Steuerfedern sind dunkelbraun wie die Oberseite, die Schwingen tragen helle Säume, die auf den Handschwingen aschfarben bis gelblich-braun sind, auf den beiden äußeren aber fehlen.
Vögel im Jugendkleid unterscheiden sich von adulten Tieren durch einen matter und heller gefärbten Scheitel und oberen Rücken, der sich weniger deutlich von der übrigen Oberseite absetzt. Diese ist dunkler und rötlicher, die Unterseite ist bräunlicher und einförmiger, ohne deutliche Strichelung.

## Unterarten
Es werden neben der Nominatform zwei weitere Unterarten anerkannt. Bei S. b. ricketti sind Scheitel und oberer Rücken dunkler kastanienfarben, die übrige Oberseite mehr grau, Kehle und vordere Brust weißlich-rosa und die übrige Unterseite ist heller als bei der Nominatform. S. b. styani steht zwischen den beiden vorgenannten Formen, die Unterseite ähnelt jedoch mehr S. b. ricketti.
- S. b. brunnea (Anderson, 1871) – östliche Mitte und Nordosten Myanmars ostwärts bis in den Westen und Nordwesten Yunnans (westlich des Yulong Xueshan und des Er Hai).
- S. b. styani (Rippon, 1903) – Dali im Nordwesten Yunnans.
- S. b. ricketti Rothschild, 1922 – südwestliches Sichuan (vom Yalong Jiang) südwestwärts bis in den Nordwesten Yunnans (bis zum Yulong Xueshan und östlich des Er Hai)

## Lebensweise
Die Braunflügel-Papageimeise besiedelt Gebüsche, Dickichte und Grasbestände; manchmal ist sie an den Rändern lichter Wälder anzutreffen. Die Höhenverbreitung liegt etwa zwischen 1500 und 2800 m. Außerhalb der Brutzeit ist die Art paarweise oder in Trupps von bis zu 35 Individuen anzutreffen, die sich auf der Nahrungssuche recht schnell durch das Gelände bewegen. Dabei ist ein kontinuierliches, sperlingsähnliches Zwitschern zu hören. Die Nahrung besteht aus Grassamen. Zur Verdauung werden kleine Steinchen und Sand aufgenommen.
Die Brutzeit liegt zwischen April und Juni. Das Nest ist ein relativ tiefer, kompakter Napf aus Gras, der manchmal mit etwas Moos verstopft und mit feinen Halmen, Tierhaaren oder Ähnlichem ausgepolstert wird. Es steht meist etwa 60 cm hoch in Gräsern, Binsen, Brombeersträuchern, Gebüsch oder Schlingpflanzen. Das Gelege besteht aus zwei bis vier Eiern, die hell- oder mittelblau und etwa 16 × 13 mm groß sind.